# Theodor Curtius
Theodor Curtius (Duisburg, 27 de maio de 1857 - Heidelberg, 8 de fevereiro de 1928) foi professor de Química na Universidade de Heidelberg e em outros lugares. Descobriu o ácido diazoacético, a hidrazina e o ácido hidrazóico.

## História
Theodor Curtius nasceu em Duisburg, na região do Ruhr, na Alemanha. Ele estudou química com Robert Bunsen na Universidade de Heidelberg e com Hermann Kolbe na Universidade de Leipzig. Ele recebeu seu doutorado em 1882 em Leipzig.
Depois de trabalhar de 1884 a 1886 para Adolf von Baeyer na Universidade de Munique, Curtius se tornou o diretor do departamento de química analítica da Universidade de Erlangen até 1889. Então ele aceitou a cadeira de Química na Universidade de Kiel, onde permaneceu muito produtivo. Em linha com este sucesso, Curtius foi nomeado Geheimer Regierungsrat (Conselheiro Privado) em 1895. Após uma nomeação de um ano como o sucessor do famoso August Kekulé na Universidade de Bonn em 1897, Curtius sucedeu Victor Meyercomo Professor de Química em sua antiga universidade em Heidelberg em 1898, onde permaneceu até sua aposentadoria em 1926. Ele foi sucedido por Karl Freudenberg, que escreveu a biografia de Curtius em 1962.
Em seu tempo livre, ele também compôs música, cantou em concertos e foi um alpinista ativo. Em 1894, ele fundou a seção Kiel da Associação de Alpinistas Alemães e Austríacos, que apoiou pessoalmente com presentes. Em seu período em Munique, ele se tornou amigo íntimo do guia alpinista Christian Klucker, com quem fez caminhadas em montanhismo por muitos anos depois disso.
Theodor Curtius morreu em Heidelberg em 8 de fevereiro de 1928.
O Arquivo da Universidade de Heidelberg possui um álbum de fotos de 1907 que marca o 25º aniversário de Theodor Curtius receber seu doutorado. Ele mostra fotos de estudiosos da ciência, edifícios e laboratórios, como laboratórios de fisioquímica, farmacêutica e orgânica e muito mais.

## Principais publicações de Curtius
Curtius escreveu mais de 300 publicações. Vários tiveram um impacto significativo na ciência química.
- Diazo- und Azoverbindungen der Fettreihe, Barth, Leipzig (1888)
- Studien mit Hydrazin, Barth, Leipzig, Bd 1,2 (1896), Bd 3,4 (1918)
- Einwirkung von Basen auf Diazoessigester, Berlin (1911)
- Die reduktion der aromatische Aldazine und Ketazine, Barth, Leipzig (1912)
- Hydrazide und Azide der Azidofettsäuren, Berlin (1912)
- Die Einwirkungen von Hydrazin auf Nitroverbindungen, Barth, Leipzig (1913)
- Buchner, E.; Curtius, Th. (1885). «Synthese von Ketonsäureäthern aus Aldehyden und Diazoessigäther». Berichte (em alemão). 18 (2): 2373–2377. doi:10.1002/cber.188501802118
- Buchner, E.; Curtius, Th. (1885). «Ueber die Einwirkung von Diazoessigäther auf aromatische Kohlenwasserstoffe». Berichte (em alemão). 18 (2): 2377–2379. doi:10.1002/cber.188501802119
- Curtius, Th. (1890). «Chemische Notizen». Berichte (em alemão). 23 (2): 3023–3041. doi:10.1002/cber.189002302233
- Curtius, Th. (1894). «Hydrazide und Azide organischer Säuren I. Abhandlung». J. Prakt. Chem. (em alemão). 50 (1): 275–294. doi:10.1002/prac.18940500125